# Hyalonema owstoni
Hyalonema owstoni är en svampdjursart som beskrevs av Isao Ijima 1894. Hyalonema owstoni ingår i släktet Hyalonema och familjen Hyalonematidae. Inga underarter finns listade i Catalogue of Life.